# Jean-Baptiste Del Amo
Pour les articles homonymes, voir Garcia.
Jean-Baptiste Del Amo (né Jean-Baptiste Garcia le 25 novembre 1981 à Toulouse) est un écrivain français.

## Biographie

### Enfance et formation

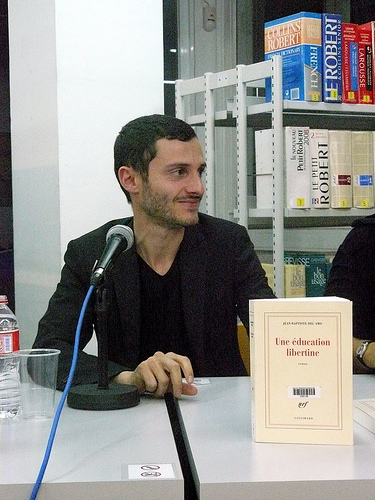
Jean-Baptiste Del Amo à Barcelone en 2011.

Jean-Baptiste Del Amo nait à Toulouse le 25 novembre 1981.
Son vrai nom est Jean-Baptiste Garcia, Del Amo étant celui de sa grand-mère.
Il fréquente entre 1996 et 1999 le lycée Henri-Matisse de Cugnaux, dont il sort titulaire d’un baccalauréat littéraire.

### Carrière

#### Littérature
En 2006, il reçoit le Prix du jeune écrivain de langue française pour sa nouvelle Ne rien faire. Ce texte court, qui se déroule en Afrique le jour de la mort d'un nourrisson, est une fiction autour du silence, du non-dit et de l’apparente inaction.
Alors qu’en 2008 il s’apprête à publier son premier roman, son éditeur, Gallimard, publie aussi le premier roman d’un autre auteur toulousain, Tristan Garcia, partageant donc le même nom de famille. Jean-Baptiste Garcia prend alors le nom de plume de Del Amo, le nom de sa grand-mère paternelle.
Fin août 2008, son premier roman, Une éducation libertine, paraît dans la collection blanche des éditions Gallimard. Ce roman d'apprentissage, dans le Paris des années 1760, raconte l'histoire de Gaspard, initié par le comte Etienne de V. au sexe et à la cruauté du monde. Il est favorablement accueilli par la critique,. Il reçoit en effet le Prix Laurent-Bonelli Virgin-Lire, fin septembre 2008. Il est en outre finaliste du Goncourt des lycéens. Il fait également partie de la dernière sélection du prix Goncourt 2008 (aux côtés de Jean-Marie Blas de Roblès : Là où les tigres sont chez eux (Zulma) qui recevra le Prix Médicis 2008, de Michel Le Bris : La Beauté du monde (Grasset) et d'Atiq Rahimi : Syngué Sabour. Pierre de patience (POL) à qui sera attribué le Goncourt.),,. En mars 2009, il se voit attribuer le Prix Goncourt du premier roman, pour Une éducation libertine, à l'unanimité dès le premier tour de scrutin.
Le 25 juin 2009, c'est au tour de l'Académie française de lui décerner la médaille d'argent du prix François Mauriac. Il est également récompensé par le prix Fénéon des Universités de Paris. Une éducation libertine est publié en poche (Folio) au mois de mars 2010.
Il publie en 2010 un deuxième roman, Le Sel, texte contemporain situé dans le port de Sète, qui relate une journée de la vie d'une famille, au terme de laquelle un dîner doit en réunir tous les membres. Au gré de ses souvenirs, chacun se remémore l'histoire familiale et la figure d'un père disparu. Le livre est fortement soutenu par les libraires et paraît en format poche (Folio) en 2012. Il sera adapté au théâtre en 2021 par Jonathan Mallard sous le titre Les Iles Singulières.
Il préface également le livre d'art sur Hervé Guibert. Hervé Guibert, photographe est publié en France aux éditions Gallimard et en Allemagne aux éditions Schirmer/Mosel,.
En 2010-2011, Jean-Baptiste Del Amo est pensionnaire de la Villa Médicis. En 2012, il reçoit la bourse écrivain de la fondation Lagardère.
En 2013, il publie Pornographia, récit d'une errance hallucinée et sexuelle dans la nuit d'une ville tropicale. Ce roman obtient le Prix Sade 2013. Une version en espagnol, accompagnée de photographies d'Antoine d'Agata, est éditée chez Cabaret Voltaire en 2014.
En 2015, il est lauréat de la Villa Kujoyama,.
En 2016 paraît son quatrième roman, Règne animal, qui retrace, du début à la fin du vingtième siècle, l’histoire d’une exploitation familiale vouée à devenir un élevage industriel sans considération pour la cause animale, et reçoit, en juin 2017, le prix du Livre Inter. Le roman obtient également le prix Valéry-Larbaud 2017, le prix des libraires de Nancy – Le Point 2016 et le prix Republic of Consciousness 2020,,. Le livre figure en outre dans les sélections du prix Goncourt, du prix Femina, du prix Wepler, ou encore du prix Jean-Giono.
Jean-Baptiste Del Amo écrit ensuite deux récits pour la jeunesse : en 2017 Comme toi, portant sur les ressemblances entre les humains et les animaux et destiné aux enfants âgés de 3 à 6 ans ; puis en 2020 Yukio, l’enfant des vagues, destiné aux enfants de plus de 8 ans, inspiré des légendes traditionnelles japonaises et qui obtiendra le prix Bernard Versele 2022,,,.
En 2021, Jean-Baptiste Del Amo publie son cinquième roman, Le Fils de l'homme, qui dépeint une histoire familiale tragique et la violence des hommes se transmettant de père en fils,. Il remporte le prix du roman Fnac.

##### Analyse et traduction
Les thèmes récurrents de l’œuvre de Jean-Baptiste Del Amo incluent la quête identitaire, le corps, la mort et la sexualité. Une part importante étudie également la transmission et la reproduction familiale ainsi que la part sombre de l'être humain, et notamment de l'homme,.
Ses romans sont traduits dans de nombreux pays dont l'Allemagne (Matthes & Seitz), l'Italie (Neri Pozza), l'Espagne (Cabaret Voltaire), le Royaume-Uni (Fitzcarraldo), les États-Unis (Grove Atlantic), l'Australie (Text), mais aussi la Roumanie, la Russie, la Slovénie, la République Tchèque.

#### Cinéma
En 2018, il écrit et réalise son premier court-métrage, Demain il fera beau, produit par RnB Films! et Move Movie avec la participation de France Télévisions et de la région Occitanie. Le film raconte l'histoire d'un petit garçon (interprété par Maël Daran) vivant seul avec sa mère (interprétée par Caroline Breton). Un matin, celle-ci ne se réveille pas. Contre toute attente, l’enfant choisit de n’alerter personne. Au fil d’une journée qui pourrait sembler ordinaire et de son errance dans une nature baignée par la lumière d’une fin d’été, il prend conscience du drame qui est advenu et chemine vers son acceptation. Ce court-métrage est récompensé en 2019 par le Prix UniFrance du court-métrage à Cannes,.

### Engagements
Végétalien, Jean-Baptiste Del Amo s'engage en mars 2016 aux côtés de l'association L214 en commentant une vidéo dénonçant les abattoirs et montrant des images de maltraitance animale filmées en caméra cachée à l’abattoir de Mauléon-Licharre dans les Pyrénées-Atlantiques. En septembre 2017, il publie L214, une voix pour les animaux, dans lequel il retrace l'histoire de l'association à travers notamment le parcours de certains de ses militants. Cet ouvrage est également l'occasion d'interroger le lecteur sur une possible société non basée sur l'exploitation des animaux,.
En 2020, il déclare « dissocie[r] totalement [s]on activité de militant de [s]on activité de romancier », considérant cependant que la littérature se doit « soulever des questions, […] déstabiliser, […] confronter à des zones d’ombre ».
En décembre 2021, il commente une enquête de L214, Herta nous ment (encore), l'enfer pour les cochons, portant sur les conditions d'élevage dans une ferme de l'Aube fournissant la marque Herta.
En 2023, il s'engage auprès de SOS Méditerranée dont il rejoint le comité de soutien. Il coordonne la publication de l'ouvrage collectif SOS Méditerranée, les écrivains s'engagent, paru dans la collection Folio, aux éditions Gallimard, dont les bénéfices sont intégralement reversés à l'association. Il porte notamment le message de l’association le 1er octobre, au Rocher de Palmer à Cenon, lors des journées SOS Méditerranée.
En 2023 et 2024, il effectue une résidence de plusieurs mois à l'Institut médico-légal de Tours et s'engage au sein de la Maison des femmes de Tours qui accueille des femmes victimes de violences et leurs enfants. Il y mène des ateliers d’écriture.

### Vie privée
Avant de se consacrer pleinement à l'écriture, Jean-Baptiste Del Amo est travailleur social. Il est en effet animateur socioculturel,. Il part ensuite pour une mission humanitaire en Afrique d'où naîtra sa première nouvelle primée,.
Ouvertement homosexuel, il se « considère comme un écrivain homosexuel, même quand [il] ne traite pas de la thématique de l’homosexualité ». Interrogé sur cette déclaration par Eva Bester dans l’émission La Vingtième Heure, il développe :

« Ce n’est peut-être pas le cas pour les auteurs hétérosexuels qui n’ont pas eu à se construire de façon identitaire contre, finalement, le reste du monde, contre la norme. Mais pour les écrivains homosexuels, je pense que c’est effectivement constitutif de la manière dont leur imaginaire s’est construit. Pour moi, ça a été une part extrêmement importante de mon enfance, de mon adolescence, de mon appréhension du monde aussi. Cette expérience de la différence, elle a complètement transformé ma perception du monde, bien évidemment ma perception de l’écriture. Et c’est pour ça qu’il me tient à cœur de le revendiquer, parce que c’est cette expérience-là qui a fait éventuellement la singularité de mon travail d’écrivain aujourd’hui. »

Il vit un temps entre Blois et la Villa Médicis à Rome, dont il est pensionnaire en 2010 et 2011,.
Il réside désormais en Touraine.

## Œuvres

### Romans
- Une éducation libertine, éditions Gallimard, 2008 (ISBN 978-2-07-011984-4) – Prix Goncourt du premier roman
- Le Sel, éditions Gallimard, 2010 (ISBN 978-2-07-012909-6)
- Pornographia, éditions Gallimard, 2013 (ISBN 978-2-07-014062-6)
- Règne animal, éditions Gallimard, 2016 (ISBN 978-2-07-017969-5) – Prix du Livre Inter, prix Republic of Consciousness, prix des libraires de Nancy – Le Point, prix Valéry-Larbaud
- Le Fils de l'homme, éditions Gallimard, 2021 (ISBN 978-2-07-294993-7) – Prix du roman Fnac
- La Nuit ravagée, éditions Gallimard, 2025 (ISBN 978-2-07-309237-3)

### Nouvelles
- Ne rien faire et autres nouvelles, éditions Buchet/Chastel, 2006 (ISBN 978-2-2830-2278-8) – Prix du jeune écrivain de langue française
- Incendiaire, 2023 (récit imaginé pour le JDD Magazine[34])

### Littérature jeunesse
- Comme toi, éditions Gallimard Jeunesse, ill. Pauline Martin, 2017 (ISBN 2075077703)
- Yukio, l’enfant des vagues, éditions Gallimard Jeunesse, ill. Karine Daisay, 2020  (ISBN 9782075134415)– Prix Bernard Versele

### Essai
- L214, une voix pour les animaux, éditions Arthaud, préface Brigitte Gothière, 2017 (ISBN 2081395487)

### Préface
- Hervé Guibert, photographe, éditions Gallimard, 2010 (ISBN 2070132552)

## Voir aissi